# 大衛·庫斯托夫
大衛·弗蘭克·庫斯托夫（英語：David Frank Kustoff，1966年10月8日—）是一位美國政治人物和律師，現任田納西州第八國會選區聯邦眾議員，前美国田纳西西区联邦地区法院檢察官。

## 外部連結
- Official U.S. House website （页面存档备份，存于）
- Official campaign website （页面存档备份，存于）
- 中的“大衛·庫斯托夫”

- 美國國會國家人物傳記大辭典中的傳記
- 由華盛頓郵報維護的投票記錄
- 智慧投票计划中的傳記、投票紀錄及利益集團評級
- 聯邦選舉委員會中的競選財務報告和數據
- C-SPAN內的頁面（英文）